# Jacques Guilhem

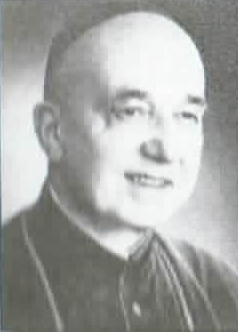
Jacques «Charles» Guilhem

Charles-Marie-Jacques Guilhem (* 7. Dezember 1897 in Paris; † 19. Juni 1975 ebenda) war ein französischer Geistlicher und römisch-katholischer Bischof von Laval in Frankreich.

## Leben
Jacques Guilhem entstammte einer Offiziersfamilie. Als 17-Jähriger trat er während des Ersten Weltkriegs in die französische Armee ein. Am Ende des Ersten Weltkriegs war er Artillerieoffizier, erhielt das militärische Croix de guerre und wurde in die Ehrenlegion aufgenommen. Ab 1919 studierte er am Seminar Saint-Sulpice und empfing am 28. Juni 1924 in Paris die Priesterweihe. Nachdem er Pfarrämter in verschiedenen Gemeinden in und um Paris innegehabt hatte, wurde er 1957 zum Generalvikar des Erzbistums Paris ernannt.
Am 8. April 1959 wurde er von Papst Johannes XXIII. zum Titularbischof von Arethusa ernannt und zum Koadjutorbischof des Bistums Laval bestellt. Die Bischofsweihe spendete ihm am 22. Juni 1959 Maurice Kardinal Feltin; Mitkonsekratoren waren der Straßburger Erzbischof Jean-Julien Weber und der Weihbischof in Paris André-Gustave-Émile Leclerc. 
Am 22. Februar 1962 wurde Jacques Guilhem Bischof von Laval. Mit der Genehmigung seines Rücktrittsgesuchs durch Papst Paul VI. im Jahre 1969 wurde er zum Titularbischof von Aquae Thibilitanae ernannt. Bis zu seinem Tod wirkte er als Beichtvater an der Kirche Sacré-Cœur de Montmartre.